# Championnat du Sri Lanka de football 2021-2022
Navigation
Saison précédente Saison suivante
La saison 2021-2022 du Championnat du Sri Lanka de football est la trente-cinquième édition du championnat national de première division au Sri Lanka.
Après la saison 2019-2020 annulée, la nouvelle saison devait commencer en avril 2020, mais le début est reporté en novembre 2020, puis à cause de la pandémie de Covid-19 la saison est de nouveau reportée en avril 2021. Le 19 avril 2021, la nouvelle saison commence avec une division réduite à 10 équipes. Pour des raisons sanitaires toutes les rencontres se déroulent au même endroit, au stade Sugathadasa à Colombo.
Après la 3e journée, le championnat est arrêté à cause de la pandémie de Covid-19, il reprend début décembre après sept mois d'arrêt et se termine en janvier 2022.

## Les clubs participants
- Renown Sports Club
- Air Force Sports Club est renommé Blue Eagle FC
- Navy Sea Hawks FC
- Defenders Football Club
- Ratnam Sports Club
- New Youngs SC
- Blue Star Sport Club
- Upcountry Lions
- Colombo Football Club
- Red Stars SC

## Compétition

### Classement
Le classement est établi sur le barème de points classique (victoire à 3 points, match nul à 1, défaite à 0).
| Rang | Équipe                    | Pts | J | G | N | P | Bp | Bc | Diff |
| ---- | ------------------------- | --- | - | - | - | - | -- | -- | ---- |
| 1    | Blue Star Sport Club      | 22  | 9 | 7 | 1 | 1 | 21 | 9  | +12  |
| 2    | Navy Sea Hawks FC         | 19  | 9 | 6 | 1 | 2 | 16 | 11 | +5   |
| 3    | Colombo Football Club     | 19  | 9 | 6 | 1 | 2 | 22 | 11 | +11  |
| 4    | Renown Sports Club        | 17  | 9 | 5 | 2 | 2 | 10 | 7  | +3   |
| 5    | Upcountry Lions           | 16  | 9 | 5 | 1 | 3 | 17 | 8  | +9   |
| 6    | Red Stars SC              | 10  | 9 | 2 | 4 | 3 | 18 | 16 | +2   |
| 7    | Defenders Football Club T | 10  | 9 | 2 | 4 | 3 | 12 | 12 | 0    |
| 8    | New Youngs SC             | 7   | 9 | 2 | 1 | 6 | 13 | 31 | -18  |
| 9    | Ratnam Sports Club        | 3   | 9 | 0 | 3 | 6 | 5  | 16 | -11  |
| 10   | Blue Eagle FC             | 2   | 9 | 0 | 2 | 7 | 3  | 16 | -13  |

|  | Qualification pour la Coupe de l'AFC 2023                                                   |
|  | Relégation en deuxième division                                                             |
|  | T : Tenant du titre C : Vainqueur de la Coupe du Sri Lanka 2021 P : Promu de Premier League |

## Bilan de la saison
| Championnat du Sri Lanka de football 2021-2022 |                                 |
| Champion                                       | Blue Star Sport Club (2e titre) |
| Qualifications continentales                   |                                 |
| Ligue des champions de l'AFC 2022              | Aucun                           |
| Coupe de l'AFC 2022                            | Blue Star Sport Club            |
| Promotions et relégations                      |                                 |
| Promus en Bristol League                       |                                 |
| Relégués en Premier League                     |                                 |